# Каллавере
Ка́ллавере (эст. Kallavere) — деревня в волости Йыэляхтме уезда Харьюмаа, Эстония.  

## География и описание
Расположена на юго-восточном берегу залива Мууга в 8 километрах от Таллина. Граничит с городом Маарду и деревнями Уускюла, Савиранна и Юлгазе. Высота над уровнем моря — 34 метра.
Деревня дала название Каллавереской формации.
Через деревню проходит шоссе Юльгазе (эст. Ülgase maantee). К югу от шоссе расположен район летних дач и садовых домиков, принадлежащих жителям Маарду и Таллина, который продолжается в Юлгазе.
Климат умеренный. Официальный язык — эстонский. Почтовые индексы: 74114, 74115, 74121.

## Население
По данным переписи населения 2021 года, в Каллавере насчитывалось 118 жителей, из них 61 (51,7 %) — эстонцы.
По данным переписи населения 2011 года, в деревне проживали 123 человека, из них 67 (54,5 %) — эстонцы.
Численность населения деревни Каллавере:
| Год  | 1959 | 1970 | 1979  | 1989  | 2000 | 2010  | 2011  | 2017  | 2018  | 2019  | 2020  | 2021  |
| ---- | ---- | ---- | ----- | ----- | ---- | ----- | ----- | ----- | ----- | ----- | ----- | ----- |
| Чел. | 137  | ↘ 51 | ↗ 112 | ↗ 139 | ↘ 99 | ↗ 142 | ↘ 123 | ↘ 105 | ↗ 107 | ↗ 113 | → 113 | ↗ 118 |

## История
Каллавере впервые упомянута в 1241 году в Датской поземельной книге как Kallæuærø. С 1387 года здесь находилась побочная мыза Каллавере, принадлежавшая мызе Маарт; на её месте позже была построена шведская деревня, которую называли Роотси-Каллавере (эст. Rootsi-Kallavere, с эст. — «Шведская Каллавере»).
В письменных источниках 1341 года упоминается Kalleuere, 1424 года — Calliver, 1549 года — Kallaue, 1923 года — Kallavere (деревня и поселение), Rootsi-Kallavere (деревня).
На военно-топографических картах Российской Империи (1846–1863 годы), в состав которой входила Эстляндская губерния, деревня обозначена как Ротзикалляферъ.
В 1950-х годах у западной границы современной Каллавере был построен новый жилой район, который также получил название Каллавере, но административно относится к городу Маарду.
В деревне находится верхний маяк Каллавере и деревня-музей Роотси-Каллавере. Нижний маяк Каллавере расположен на территории деревни Савиранна.

## Достопримечательности
Деревня в полном объёме относится к историческому заповеднику Ребала. На территории деревни растёт сосняк Крооди.

## Галерея
- Деревня Каллавере
- Верхний маяк Каллавере
- Деревня-музей Роотси-Каллавере
- Сад камней